# Golden Boy (TV-serie)
Golden Boy (originaltitel: Yali Çapkini) är en turkisk romantisk dramaserie vars första säsong består av 36 avsnitt. Serien hade premiär den 23 september 2022. Seriens andra säsong hade premiär den 15 september 2023. Den visas i Sverige på Sjuan (TV-kanal).

## Handling
Serien beskriver hur livet ter sig för den välbärgade gräddan i Istanbul. Förbjuden kärlek och komplicerade familjerelationer tillhör vardagen.

## Rollista (i urval)
- Afra Saraçoğlu - Seyran Şanlı
- Mert Ramazan Demir - Ferit Korhan
- Çetin Tekindor - Halis Korhan
- Şerif Sezer - Hatice "Hattuç" Şanlı
- Gülçin Santırcıoğlu - İfakat Korhan